# Louis Rutten
Louis Martin Robert Rutten (* 4. Juni 1889 in Maastricht; † 11. Februar 1946 in Utrecht) war ein niederländischer Geologe.

## Leben
Rutten studierte Geologie, Mineralogie und Paläontologie an der Universität Utrecht, an der er unter anderem bei Arthur Wichmann studierte (und in München bei Stromer von Reichenbach) und 1909 über eiszeitliche Säugetiere der Niederlande promoviert wurde. Anschließend unternahm er Kartierungsübungen in Rumänien unter Carl Schmidt und war Geologe bei der Erdölgesellschaft Bataafsche Petroleum Matschappij (einem Vorläufer der Royal Dutch Shell) in Borneo (mit einer Expedition nach Seram 1917 bis 1919), Java, Kuba, Argentinien, Peru und Mexiko. 1921 wurde er Nachfolger von Wichmann als Professor für Geowissenschaften in Utrecht. Als solcher setzte er seine Exkursionen nach Übersee und insbesondere die niederländischen Kolonien mit seinen Studenten fort: 1930 in die niederländischen Antillen, 1933 und 1938 nach Kuba. Er unterrichtete ein breites Spektrum, wurde aber bald durch Hendrik Albertus Brouwer in Tektonik, Felix Andries Vening-Meinesz in Geophysik und Josef Ignaz Julius Maria Schmutzer in Mineralogie und Petrographie entlastet.
Er veröffentlichte und kartierte viel in den niederländischen Kolonien in der Karibik und in Indonesien. Ein weiterer regionaler Schwerpunkt seiner Forschung waren der Mittelmeerraum (die beltischen Kordilleren und Pyrenäen in Spanien, die Balearen und Dalmatien).
1919 wurde er korrespondierendes und 1923 volles Mitglied der Königlich Niederländischen Akademie der Wissenschaften.
Er war 1910  mit der promovierten Biologin Catharine Johanna Pekleharing verheiratet, die ihn auf vielen seiner Expeditionen begleitete und assistierte, und ist der Vater des Biologen Martin Rutten.